# Hotend
Das Hotend ist ein im 3D-Druck mit dem Schmelzschichtverfahren verwendetes Geräteteil. Seine Aufgabe besteht darin, das Filament zu erhitzen und zu schmelzen, um das Ablegen auf dem Werkstück vorzubereiten.
Das Hotend besteht normalerweise aus einem wärmeleitenden Material mit einer internen Heizpatrone und einem Thermistor zur präzisen Temperaturregulierung. Bei üblichen 3D-Druckern für den privaten Gebrauch, sogenannten Desktop 3D-Druckern, ist der Heizer in der Nähe der Düse und unter dem Kühlkörper platziert. Eine Heatbreak-Komponente aus unterschiedlichen Metallen kann verwendet werden, um die Hitzeübertragung auf darüberliegendes Filament zu unterbinden und so die Kontrolle über das erhitzte Filament zu erleichtern.

## Nozzle
Die Nozzle ist eine austauschbare Spitze, die am Hotend angebracht ist. Durch ein Millimeter großes Loch wird das Filament herausgedrückt. Bei gängigen Druckern ist es möglich, unterschiedliche Nozzles zu verwenden, um Druck, Geschwindigkeit und Präzision zu verändern. Der normale Durchmesser (1,0 mm) gibt mehr Material pro zurückgelegter Strecke ab, während kleinere Durchmesser (0,4 mm) zu höherer Qualität führen.
Die Nozzle wird häufig aus Messing oder Edelstahl hergestellt. Angestrebte Eigenschaften sind Abnutzungsresistenz, da die Nozzle häufig über das Gedruckte gleitet, und Wärmeleitfähigkeit. Um die Wärmeübertragung zu verbessern, werden Nozzles teilweise auf der Eingangsseite mit Löchern versehen, um die Kontaktfläche zwischen der heißen Nozzle und dem Filament zu vergrößern. Dies erhöht das Ausgabevolumen der Nozzle, was zu einer erhöhten Druckgeschwindigkeit führen kann.